# Periclimenes amboinensis
Periclimenes amboinensis är en kräftdjursart som först beskrevs av De Man 1888.  Periclimenes amboinensis ingår i släktet Periclimenes och familjen Palaemonidae. Inga underarter finns listade i Catalogue of Life.